# 植田嘉靖
植田 嘉靖（うえだ よしやす、1935年12月17日 - ）は、日本のソングライター。編曲家である。
東京都出身。
過去に、「雨のバラード」のヒットを放ったスウィング・ウエストのリーダーを務めていた。なお、作詞のみ「こうじはるか」の名義でおこなっていた。

## 主な提供作品
- 小畑ミキ
  - 「雨はいじわる」（作曲）

- 西城秀樹
  - 「オープニング」（作詞）

- 藤原誠
  - 「誰れも俺を起こさないでくれ」（作詞）
  - 「それは想い出」（作詞）
  - 「恋のゲーム」（作詞・作曲）
  - 「引き汐の渚」（作詞・作曲）
  - 「恋が生まれる」（作詞・作曲）

- 三田明
  - 「さよならした長崎」（作曲）

- 湯原昌幸
  - 「雨のバラード」（作詞・作曲）
  - 「見知らぬ世界」（作詞・作曲）